# پاپی لیو
پاپی لیو (Chinese) بازیگر چینی-آمریکایی است که به خاطر نقش‌هایش در فیلم‌های سانی‌ساید، هک ، آی کارلی، و دد رینگرز شناخته می‌شود.

## زندگی و تحصیلات
لیو در شی‌آن، چین متولد شد. خانواده‌اش وقتی او دو ساله بود به مینه‌سوتا نقل مکان کردند. وقتی لیو ۱۴ ساله بود، خانواده‌اش به چین بازگشتند و او در یک مدرسه بین‌المللی در شانگهای درس خواند. در دوران دبیرستان، او به اجرا علاقه‌مند شد و در رقص چینی، باله و تئاتر شرکت کرد.
لیو در دانشگاه کولگیت در همیلتون، نیویورک، در رشته مطالعات زنان و تئاتر تحصیل کرد. او در سال ۲۰۱۳ فارغ‌التحصیل شد.

## شغل
لیو پس از فارغ‌التحصیلی، شرکت تولیدی «کالکتیو سکس» را تأسیس کرد که تمرکز آن بر از بین بردن انگ اجتماعی پیرامون جنسیت و هویت بود. در سال ۲۰۱۸، او فیلم کوتاه خود با عنوان «نام‌های زنان» را برای اولین بار در شهر نیویورک به نمایش گذاشت؛ این فیلم همچنین در سراسر کشور در پردیس‌های دانشگاهی و سازمان‌های بهداشت باروری به نمایش درآمد. این فیلم با گروهی از زنان ساخته شده و بر اساس داستان سقط جنین لیو است.
در سال ۲۰۱۹، لیو نقشی اصلی را در سریال کمدی سانی‌ساید ایفا کرد. لیو همچنین در سریالهای «نیو آمستردام»، «قانون و نظم: واحد قربانیان ویژه» و «بهتره با ساول تماس بگیری» ایفای نقش کرده است. او در سال ۲۰۲۱ در سریال کمدی «هک» محصول شبکه مکس بازی کرده و همچنین در سریال کمدی آی کارلی محصول پارامونت پلاس در سال ۲۰۲۱، نقش دابل داچ را بازی کرده است.
لیو در سال ۲۰۲۳ در مینی سریال دد رینگرز محصول آمازون پرایم ویدیو بازی کرد. این مجموعه برنده جایزه پیبادی شد.

## زندگی شخصی
لیو یک همراه زایمان است و به زنان رنگین‌پوست و افراد تراجنسیتی خدمات رایگان ارائه می‌دهد. لیو غیرباینری است، از ضمایر they / she استفاده می‌کند و خود را کوییر می‌داند. او در سال ۲۰۱۵ سقط جنین داشت، که الهام‌بخش فیلم کوتاهی شد که ساخت.
لیو در سال ۲۰۲۰ با جونا تاکر، تفنگدار دریایی ایالات متحده، آشنا شد و رابطه‌اش را آغاز کرد. او فرزندشان را در سال ۲۰۲۲ به دنیا آورد. لیو و تاکر اندکی پس از تولد فرزندشان به رابطه خود پایان دادند.
لیو در اوت ۲۰۲۴ به اسلام گرایش پیدا کرد.

## فیلم‌شناسی

### فیلم
| سال  | عنوان                      | نقش         | یادداشت‌ها  |
| ---- | -------------------------- | ----------- | ---------- |
| ۲۰۱۸ | احضار                      | مانکن       | کوتاه      |
| ۲۰۱۹ | جشن جدایی                  | آلدوس       | کوتاه      |
| ۲۰۱۹ | امن در میان ستارگان        | جیا         | کوتاه      |
| ۲۰۲۰ | شکوفا شدن                  | لیزر        | کوتاه      |
| ۲۰۲۰ | برای انجام دادن            | استف        | کوتاه      |
| ۲۰۲۰ | نابغه سیاه گواهی‌شده        | مایسا       | کوتاه      |
| ۲۰۲۴ | شاگرد ببر                  | مار (صدا)   |            |
| ۲۰۲۴ | کادت فضایی                 | نادین کای   |            |
| ۲۰۲۵ | مرد سگی                    | باتلر (صدا) |            |
| TBA  | من عاشق تقویت کننده‌ها هستم | TBA         | فیلمبرداری |

## تلویزیون
| سال     | عنوان                           | نقش                  | یادداشت‌ها                                     |
| ------- | ------------------------------- | -------------------- | --------------------------------------------- |
| ۲۰۱۸    | نیو آمستردام                    | ایمی چیانگ           | قسمت: "تین نقطه"                              |
| ۲۰۱۸–۱۹ | خانوم رحیم                      | خانم ین              | بازیگران اصلی                                 |
| ۲۰۱۹    | قانون و نظم: واحد قربانیان ویژه | هانا برکوویتز        | قسمت: "عزیز عزیزم"                            |
| ۲۰۱۹    | سانی‌ساید                        | مِی لین               | بازیگران اصلی                                 |
| ۲۰۲۰–۲۲ | بهتره به "شائول" زنگ بزنی       | جو                   | بازیگران تکراری: فصل پنجم مهمان: فصل ششمفصل ۶ |
| ۲۰۲۱–۲۲ | آی کارلی                        | دو بار هلندی         | بازیگران تکراری: فصل اول، مهمان: فصل دوم      |
| ۲۰۲۱–۲۵ | هک‌ها                            | کیکی                 | بازیگران تکراری: فصل ۱–۲، مهمان: فصل ۳–۴      |
| ۲۰۲۲    | چهره عروسک                      | اژدها "لوتوس" "بیبی" | قسمت: "سرپرست بانوی"                          |
| ۲۰۲۲    | داستان‌های مردگان راهرو          | ایمی                 | قسمت: "آمی/دکتر ایوریت"                       |
| ۲۰۲۲    | فصل عروسی                       | میتی ژانگ            | قسمت‌ها: ۶٬۷٬۸                                 |
| ۲۰۲۳    | تاریخ جهان، قسمت دوم            | اری خان              | قسمت: "ویلی"                                  |
| ۲۰۲۳    | دد رینگرز                       | گریتا لونگ           | بازیگران اصلی                                 |
| ۲۰۲۳    | آمریکایی متولد چین              | شاهزاده فان آهن      | بازتاب                                        |
| ۲۰۲۳    | بعد از جشن                      | گریس ژو              | بازیگران اصلی: فصل دوم                        |
| ۲۰۲۴    | هیچ کار خوبی                    | سارا                 | بازیگران اصلی                                 |